# Strade provinciali della provincia di Pistoia
SS 66 Pistoiese - il tratto nella Provinica di Pistoia precedentemente SR 66 è tornato definitivamente ad ANAS da Novembre 2018 in virtù del Decreto del Presidente del Consiglio dei Ministri del 20 Febbraio 2018
Questo è un elenco delle strade provinciali presenti sul territorio della provincia di Pistoia (lunghezza totale di 393,459 km, che sommati ai 68,335 km di strade regionali, formano una rete di 461,794 km).
Complessivamente la provincia gestisce 462 km di strade.

## SP 1 - SP 52
| Simbologia | Numero     | Denominazione                                  | Percorso | Lunghezza (km) | Mappa      | Note                                                   |
| ---------- | ---------- | ---------------------------------------------- | --- | -------------- | ---------- | ------------------------------------------------------ |
|            | SP1        | variante Pratese                               | | 8,967          |            | Integrata in Strada statale 719 Prato-Pistoia nel 2018 |
|            | SP2        | Pratese                                        | Tratto nel comune di Montale dall'innesto con la SP7 fino al confine con la Provincia di Prato                                                                                            | 0,472          |            |                                                        |
|            | SP3        | Mammianese                                     | Dal confine con la Provincia di Lucca, in località Caporaletto, all'intersezione con la SR435 Lucchese, in località Casacce                                                               | 4,400          |            |                                                        |
|            | SP3bis     | Mammianese (Pescia - Goraiolo)                 | Dall'intersezione con la SR435, in località Ponte del Duomo, all'intersezione con la SP633 Mammianese Marlianese, in località Goraiolo                                                    | 16,161         | [3bis]     |                                                        |
|            | SP4        | Traversa Valdinievole (Livornese)              | Dall'intersezione con la SR435 Lucchese, in località Borgo a Buggiano, al confine con la Provincia di Lucca                                                                               | 5,752          | [4]        |                                                        |
|            | SP5        | Montalese                                      | Dall'intersezione con la Via comunale Bure Vecchia Nord e Via Sei Arcole, in località Seiarcole, all'incrocio con la Via Berlinguer (inizio centro abitato di Montale)                    | 7,863          | [5]        |                                                        |
|            | SP6        | Quarrata - Ponte alla Trave                    | Dall'intersezione con la SP19 incrocio semaforico I Macelli in località Quarrata, all'intersezione con la SS719 Prato-Pistoia, in località San Michele (inizio centro abitato di Agliana) | 5,203          | [6]        |                                                        |
|            | SP7        | Montale - Ponte alla Trave                     | Dall'incrocio con la Variante Montalese all'innesto con la SP2 Pratese | 3,275          |            |                                                        |
|            | SP7s       |                                                | Dall'incrocio con la vecchia SP2 verso la SP7 in località Poltronova | 0,520          |            |                                                        |
|            | SP9        | Montalbano                                     | Dalla rotatoria in località La Vergine, al confine con la Provincia di Firenze, in località Fornello                                                                                      | 20,499         | [9]        |                                                        |
|            | SP10       | Maremmana                                      | Dall'intersezione con la SP39 Lamporecchio Vinci, in località Lamporecchio, al confine con la Provincia di Firenze                                                                        | 2,256          | [10]       |                                                        |
|            | SP11       | Francesca Vecchia                              | Dall'intersezione con la SR435 Lucchese, in località Santa Lucia, all'intersezione con la SS435 Lucchese, in località Castellare                                                          | 3,449          |            |                                                        |
|            | SP12       | delle Cartiere                                 | Dall'intersezione con la SR435 Lucchese, in località Ponte all'Abate, al confine con la Provincia di Lucca                                                                                | 2,741          | [12]       |                                                        |
|            | SP12var    | Variante delle Cartiere                        | Dall'intersezione con la SR435 all'intersezione con la SP12 Delle Cartiere | 0,943          | [12var]    |                                                        |
|            | SP13       | Romana                                         | Dall'intersezione con la SP3 Mammianese, in località Zei, all'innesto con il raccordo per l'ingresso autostradale, in località Chiesina Uzzanese                                          | 4,534          |            |                                                        |
|            | SP14       | Francesca nord                                 | Dall'intersezione con la SR435 Lucchese, in località La Colonna, al confine con il comune di Monsummano                                                                                   | 0,078          |            |                                                        |
|            | SP15       | Buggianese                                     | Dall'intersezione con la SP4 Traversa Valdinievole, in località Santa Maria, all'intersezione con la SP45 Circonvallazione di Chiesina                                                    | 6,367          | [15]       |                                                        |
|            | SP16       | San Baronto - Castelmartini                    | Dall'intersezione con la SP9 Montalbano, in località San Baronto, all'intersezione con la SR436 Francesca, in località Castelmartini                                                      | 9,691          | [16]       |                                                        |
|            | SP17       | Pistoia - Femminamorta                         | Dall'intersezione con la Via Spartitoio e dal SS716 Raccordo di Pistoia, in località Pistoia, all'intersezione con la SP633 Marlianese Mammianese in località Margine di Momigno          | 16,445         | [17]       |                                                        |
|            | SP18       | Lizzanese                                      | Dall'intersezione con la SR66 Pistoiese, in loc. Ponte alla Falce, all'intersezione con la SS12 Dell'Abetone e del Brennero, in località Ponte di Lizzano                                 | 18,637         | [18]       |                                                        |
|            | SP18bis    | Lizzanese bis (Gavinana)                       | Nell'abitato di San Marcello P.se fra il km. 62+910 della SR66 Pistoiese e l'incorcio con la SP18 Lizzanese                                                                               | 1,221          | [18bis]    |                                                        |
|            | SP18ter    | Lizzanese ter (Via Massimo d'Azeglio)          | Nell'abitato di San Marcello P.se loc. La Fornace, fra il km. 63+150 della SR66 Pistoiese e l'incorcio con la SP18 Lizzanese                                                              | 0,198          | [18ter]    |                                                        |
|            | SP18quater | Lizzanese quater                               | Nell'abitato di San Marcello P.se, fra il km. 64+470 della SR66 Pistoiese e l'incorcio con la SP18 Lizzanese                                                                              | 0,317          | [18quater] |                                                        |
|            | SP19       | Quarrata - Casalguidi                          | Dall'intersezione con la SP6 Quarrata Ponte alla Trave, in località i Macelli, all'intersezione con la SP9 Montalbano, in località Casalguidi                                             | 5,115          | [19]       |                                                        |
|            | SP20       | Popiglio - Fontana Vaccaia                     | Dall'intersezione con la SS12 Dell'Abetone e del Brennero, in località Le torri di Popiglio, all'innesto con la SS12, in località Fontana Vaccaia                                         | 23,948         | [20]       |                                                        |
|            | SP21       | Piastre e Prunetta                             | Dall'intersezione con la SR66 Modenese, in località Piastre, all'intersezione con la SP633 Marlianese Mammianese, in località Prunetta                                                    | 4,433          | [21]       |                                                        |
|            | SP22       | Porrione e del Terzo                           | Dall'intersezione con la SP15 Buggianese, in località Casabianca, all'intersezione con la via Pratovecchio in località Le Case                                                            | 7,543          | [22]       |                                                        |
|            | SP23       | via Pineta, Monsummano Terme                   | |                |            | Trasferita a competenza comunale                       |
|            | SP24       | Acquerino (Pistoia-Riola)                      | Dall'intersezione con la Via comunale di Santomoro, in località Case Mattia, al confine con la Provincia di Bologna                                                                       | 24,274         | [24]       |                                                        |
|            | SP25       | San Rocco                                      | Dall'intersezione con la SP16 San Baronto Castelmartini, in località San Rocco, all'intersezione con la SS436 Francesca, in località Baccane                                              | 3,151          | [25]       |                                                        |
|            | SP26       | Camporcioni                                    | Dall'intersezione con la SP45 Circonvallazione di Chiesina Uzzanese, in località Chiesina, all'innesto con la rotatoria a sud del Palaterme di Montecatini                                | 7,630          | [26]       |                                                        |
|            | SP26a      |                                                | Dall'intersezione sulla SP26 Camporcioni in località Zona industriale La Lama in Comune Chiesina Uzzanese all'innesto con la SP4 Traversa Valdinievole                                    | 0,711          |            |                                                        |
|            | SP27       | Cantagrillo - Vergin dei Pini                  | Da Piazza Biagini, in località Cantagrillo, all'intersezione con la via Toiano, in località Pozzarello                                                                                    | 9,900          | [27]       |                                                        |
|            | SP28       | Cantagrillo - Biccimurri                       | Da Piazza Biagini, in località Cantagrillo, all'intersezione con la SP16 San Baronto, in località Biccimurri                                                                              | 8,634          | [28]       |                                                        |
|            | SP29       | Colligiana                                     | Dall'intersezione con la Via comunale Battisti, in località Borgo a Buggiano, all'intersezione con la SS435 Lucchese, in località Margine Coperta                                         | 8,573          | [29]       |                                                        |
|            | SP30       | via di Campo                                   | Dall'intersezione con la SP11 Francesca Vecchia, in località Molinaccio, all'intersezione con la SP4 Traversa Valdinievole, in località Chiesina Uzzanese.                                | 4,215          | [30]       |                                                        |
|            | SP31       | Massa - Cozzile – Macchino                     | Dall'intersezione con la SP29 Colligiana, in località Massa, all'intersezione con la SP3 Mammianese, in località Macchino                                                                 | 7,953          | [31]       |                                                        |
|            | SP32       | Nievole - Avaglio - Bivio di Avaglio           | Dall'intersezione con la SP40 Della Nievole, in località Nievole, all'intersezione con la SP633 Marlianese Mammianese                                                                     | 11,254         | [32]       |                                                        |
|            | SP33       | Nievole - Casore del Monte - Femminamorta      | Dall'intersezione con la SP40 Della Nievole, in località Nievole, all'intersezione con la SP17 Pistoia Femminamorta, in località Valdinanzi                                               | 10,316         | [33]       |                                                        |
|            | SP34       | Val di Forfora                                 | Dall'intersezione con la SP3 Mammianese, in località Ponte di Gemolano, all'intersezione con la SP633 Marlianese Mammianese, in località Vergine di Momigno                               | 19,643         | [34]       |                                                        |
|            | SP35       | di Cerbaia                                     | Dall'intersezione con la SP10 Maremmana, il località Mastromarco, all'intersezione con la SR436 Francesca, in località Ponte Feroce                                                       | 3,334          | [35]       |                                                        |
|            | SP36       | Bracciale di Piteglio                          | Dall'intersezione con la SP633 Marlianese Mammianese all'autorimessa della Misericordia, in località Piteglio                                                                             | 0,664          |            |                                                        |
|            | SP37       | Cutigliano - Doganaccia (Casotti)              | Dal limite del lastrico stradale nel centro abitato di Cutigliano all'intersezione con la SS12 Dell'Abetone e del Brennero, in località Casotti                                           | 0,892          |            |                                                        |
|            | SP38       | Femminamorta - Calamecca                       | Dall'intersezione con la SP633 Marlianese Mammianese, in località Femminamorta, all'intersezione con la SP34 Val di Forfora                                                               | 6,742          | [38]       |                                                        |
|            | SP39       | Lamporecchio - Vinci                           | Dall'intersezione con la SP10 Maremmana, in località Lamporecchio, al confine con la Provincia di Firenze                                                                                 | 2,082          | [39]       |                                                        |
|            | SP40       | Marlianese (della Nievole)                     | Dall'intersezione con la SR435 Lucchese, in località Ponte di Serravate, all'intersezione con la SP633 Marlianese Mammianese, in località Vico                                            | 4,973          | [40]       |                                                        |
|            | SP41       | Colli per Uzzano (Pescia-Uzzano)               | Dall'intersezione con la via Nieri, in località Pescia, alla Piazza di Uzzano, incrocio con via Pianacci                                                                                  | 2,519          | [41]       |                                                        |
|            | SP42       | Pian delle Casse - Treppio                     | Dall'intersezione con la SP24 Pistoia Riola, in località Pian delle Casse, all'intersezione con la Piazza della Chiesa, in località Treppio                                               | 2,805          | [42]       |                                                        |
|            | SP43       | Pozzarello - Biccimurri                        | Dall'incrocio con via Toiano, in località Pozzarello, all'innesto con la SP28 Cantagrillo Biccimurri                                                                                      | 3,470          | [43]       |                                                        |
|            | SP44       | Quarrata - Casini                              | Dall'innesto con la via Vecchia Fiorentina, in località Santallemura, all'innesto con la SR66 Pistoiese, in località Casini                                                               | 1,988          | [44]       |                                                        |
|            | SP45       | Circonvallazione di Chiesina Uzzanese          | Intera circonvallazione con esclusione della Piazza Mazzini | 2,868          | [45]       |                                                        |
|            | SP45var    | Variante Circonvallazione di Chiesina Uzzanese | Dal ponte sulla A11, all'intersezione con la SP45 Circonvallazione di Chiesina Uzzanese                                                                                                   | 0,345          |            |                                                        |
|            | SP46       | Variante Montalbano                            | | 2,667          |            | Integrata in SP9                                       |
|            | SP47       | Tangenziale Est di Pistoia                     | Dall'intersezione con la SS719 Prato-Pistoia all'intersezione con la via Antonelli | 5,600          | [47]       |                                                        |
|            | SP47bis    | Tangenziale Sud di Pistoia                     | Dall'intersezione con la SS719 Prato-Pistoia all'intersezione con la via Fiorentina | 1,805          | [47bis]    |                                                        |
|            | SP48       | via Verdi, Lamporecchio                        | | 0,970          | [48]       |                                                        |
|            | SP49       | Castagno - Casore del Monte                    | Dall'intersezione con la SP17 Pistoia Femminamorta, in località Castagno, all'intersezione con la SP33 Nievole Casore Femminamorta, in località Caso                                      | 6,916          | [49]       |                                                        |
|            | SP50       | Via dei Fiori                                  | Dall'intersezione con SP11 Francesca Vecchia, in località Castellare, all'intersezione con la SP13 Romana, in località Rocconi                                                            | 2,673          |            |                                                        |
|            | SP51       | Ponte Venturina - Teglia - Badi                | Dall'incrocio con la SS64 Porrettana in località Ponte Teglia al confine con la Provincia di Bologna                                                                                      | 3,052          | [51]       |                                                        |
|            | SP52       | Ca' del Cucco - Taviano (Taviano-Badi)         | Da Taviano al confine con la Provincia di Bologna | 0,896          | [52]       |                                                        |
|            | SP436var   | Variante Francesca                             | Dall'intersezione con la SR436 Francesca alla rotatoria Veduta | 4,401          |            |                                                        |
|            | SP632      | Traversa di Pracchia                           | Dal confine con la provincia di Bologna all'innesto con la SR66 in località Pontepetri | 4,307          | [632]      |                                                        |
|            | SP633      | Mammianese-Marlianese                          | Da Montecatini Terme all'innesto con la SR66 in località Mammiano | 37,748         | [633]      |                                                        |
|            | GP1        | Via del Casello                                | Dall'intersezione con la via Fiorentina in loc. Lo Sperone all'intersezione con la SP9 Montalbano                                                                                         | 1,468          |            |                                                        |

## SP R
Questo è invece un elenco delle strade statali divenute regionali col decreto legislativo n. 112 del 1998, qui poi classificate come provinciali, presenti sul territorio della provincia di Pistoia, e affidate dalla Regione Toscana alla competenza della provincia stessa:
| Numero | Denominazione | Lunghezza (km) |
| ------ | ------------- | -------------- |
| SR 66  | Pistoiese     | 35,360         |
| SR 435 | Lucchese      | 24,975         |
| SR 436 | Francesca     | 8,000          |